# Болничен плейлист
„Болничен плейлист“ (на корейски: 슬기로운 의사생활, Seulgiroun Euisasaenghal; на английски: Hospital Playlist) е южнокорейски сериал, който дебютира на 12 март 2020 г. по tvN.

## Актьори
- Чо Джонг-сок – И Ик-джун
- Ю Йон-сок – Ан Джонг-уон
- Чонг Кьонг-хо – Ким Джун-ван
- Ким Де-мьонг – Ян Сок-хьонг
- Чон Ми-до – Че Сонг-хуа